# Seggauberg
Seggauberg è una frazione di 951 abitanti del comune austriaco di Leibnitz, nel distretto di Leibnitz (Stiria). Già comune autonomo, il 1º gennaio 2015 è stato aggregato a Leibnitz assieme all'altro comune soppresso di Kaindorf an der Sulm.